# Університет Форт-Гейр
Університет Форт-Гейр (англ. University of Fort Hare) — публічний університет у місті Еліс (Східна Капська провінція ПАР).

## Історія
У 1916—1959 роках був головним вищим навчальним закладом, де могли здобувати освіту чорношкірі південноафриканці. Університет надавав якісну освіту чорношкірим — вихідцям з багатьох країн Африки, створюючи чорношкіру еліту. Згодом багато випускників стали національними лідерами чи учасниками політичних рухів у своїх країнах.
1959 року університет потрапив під обмеження, пов'язані з апартеїдом. В останні роки апартеїду територія, на якій розташовувався університет, належала до «незалежного» бантустану Кіскей. Після скасування апартеїду увійшов до системи вищої освіти ПАР, хоч серед його студентів перевагу все ще мали чорношкірі.
У 1990-х роках університет зазнав значної реорганізації. При ньому було створено 14 нових інститутів, а кількість факультетів скорочено до 5 (педагогіка, право, менеджмент і комерція, наука та сільське господарство, соціальні та гуманітарні науки).

## Кампус
Основний кампус розташований на річці Тьюме у місті Еліс, за 50 км на захід від Кінг-Вільямс-Тауна. 2011 року в еліському кампусі навчались близько 6400 студентів. Інший кампус у місті Бішо, що у Східній Капській провінції був збудований 1990. Він вміщує лише кілька сотень студентів. 2004 року був приєднаний кампус у місті Іст-Лондон (колишній університет Родса), де навчаються 4300 студентів.

## Відомі випускники
- Ґован Мбекі — південноафриканський борець проти апартеїду
- Юсуф Луле — президент Уганди (1979)
- Нельсон Мандела — президент ПАР (був виключений, а пізніше закінчив Університет Вітватерсранда)
- Серетсе Кхама — перший президент Ботсвани
- Джуліус Ньєрере — президент Танзанії
- Герберт Чітепо — лідер Союзу африканського народу Зімбабве
- Роберт Мугабе — президент Зімбабве
- Кеннет Каунда — перший президент Замбії
- Мангосуту Бутелезі — лідер зулуської партії Інката
- Десмонд Туту — архієпископ у відставці, правозахисник ПАР, капелан Форт-Гейра 1960 року
- Кріс Гані — лідер Південно-Африканської комуністичної партії